# Nya Ludvika Tidning
Nya Ludvika Tidning (NLT) är en tredagars dagstidning med spridning i Ludvika och Smedjebackens kommuner.
Tidningen bildades 1993 genom sammanslagning av Ludvika Tidning och Bergslagsposten Dala.
Upplaga: 9 100 ex. (2005)

## Historik
Tidningen tillkom som en sammanslagning mellan de två dittills konkurrerande lokaltidningarna Ludvika Tidning och Bergslagspostens Dalaupplaga. Ludvika Tidning hade grundats 1910 och tillhörde Dalarnas Tidningar. Bergslagsposten hade länge haft en särskild Dalaedition som år 1980 formaliserades som Bergslagsposten Dala i syfte att erhålla presstöd. Bergslagsposten ingick i Nerikes Allehanda-koncernen.
Sammanslagningen var en följd av affärer i tidningsbranschen som gjort att de båda konkurrenterna kommit att få delvis samma ägare. Tidningen utkom första gången 1 oktober 1993. Inledningsvis ägde Dalarnas Tidningar och Nerikes Allehanda-koncernen varsin halva av tidningen. Trycket förlades till Bergslagspostens tryckeri i Lindesberg. Utöver huvudredaktionen i Ludvika hade man även lokalredaktioner i Smedjebacken och Grängesberg.
I februari 2002 köptes Nya Ludvika Tidning av Dalarnas Tidningar. Då hade man redan beslutat att tidningen skulle börja tryckas i Falun och gå över till tabloidformat. NLT är opolitisk, men delade ledar- och debattsida med liberala Falu-Kuriren. Lokalredaktionen i Grängesberg avvecklades under år 2002.
Efter köpet integrerades NLT med övriga tidningar i Dalarnas Tidningar, med vilka man bland annat delade ansvarig utgivare. Från år 2007 hade man en gemensam webbplats, dt.se som ersatte tidningens egen adress nyalt.se.
Lokalredaktionen i Smedjebacken försvann i samband med Mittmedias nedskärningar på 2010-talets mitt.
DT övertogs av Bonnier News Local år 2019 och året därpå fick NLT åter en egen chefredaktör och ansvarig utgivare. Hösten 2021 etablerade man sig åter på heltid i Smedjebacken. Den 23 maj 2022 återlanserades en egen webbplats för tidningen, nu belägen på nyaludvikatidning.se.

## Chefredaktör och ansvarig utgivare
Ludvika Tidning hade typiskt delat utgivare och/eller chefredaktör med sina systertidningar. NLT hade dock en egen chefredaktör när den hälftenägdes av DT och NA, nämligen Karin Rosencrantz-Bergdahl. Vid DT:s övertagande blev DT:s chefredaktör också utgivare för NLT.
Från 2020 har tidningen åter en egen chefredaktör och ansvarig utgivare:
- Fredrika Hillervik, 2020[9]–2022
- Bodil Resare, 2022[10]–